# (20552) 1999 RU112
A (20552) 1999 RU112 a Naprendszer kisbolygóövében található aszteroida. A LINEAR projekt keretében fedezték fel 1999. szeptember 9-én.